# Сибірячка
«Сибірячка» (рос. «Сибирячка») — радянський двосерійний художній фільм кіностудії «Мосфільм», знятий режисером Олексієм Салтиковим у 1972 році. Прем'єра фільму відбулася 5 березня 1973 року.

## Сюжет
Молодий інженер Марія Одинцова стає керівником райкому партії в сибірському районі, де уряд країни ухвалив рішення побудувати велику ГЕС. У неї й начальника будівництва Добротіна є різні погляди на те, як при будівництві зберегти природу краю…

## У ролях
- Валерія Заклунна —  Марія Одинцова
- Євген Матвєєв —  Анатолій Мартинович Добротін, начальник будівництва ГЕС
- Роман Громадський —  Олексій Бокарєв
- Ольга Прохорова —  Катя Лопарьова
- Римма Маркова —  Безверха
- Софія Пилявська —  Лідія Семенівна, мати Марії Одинцової
- Валентина Мороз —  Тамара
- Борис Кудрявцев —  Філімонов, голова колгоспу
- Сергій Курилов —  Петро Кирилович
- Федір Одиноков —  шофер Миронов
- Анатолій Єлісеєв —  Вася Атаманчик, шофер
- Буда Вампілов —  Томбасов, майор міліції

## Знімальна група
- Режисер — Олексій Салтиков
- Сценарист — Афанасій Салинський
- Оператори — Геннадій Цекавий, Віктор Якушев
- Композитор — Андрій Ешпай
- Художник — Стален Волков
- Оператор комбінованих зйомок — Олександр Ренке
- Художник комбінованих зйомок — Зоя Морякова